# Missão das Nações Unidas na Bósnia e Herzegovina

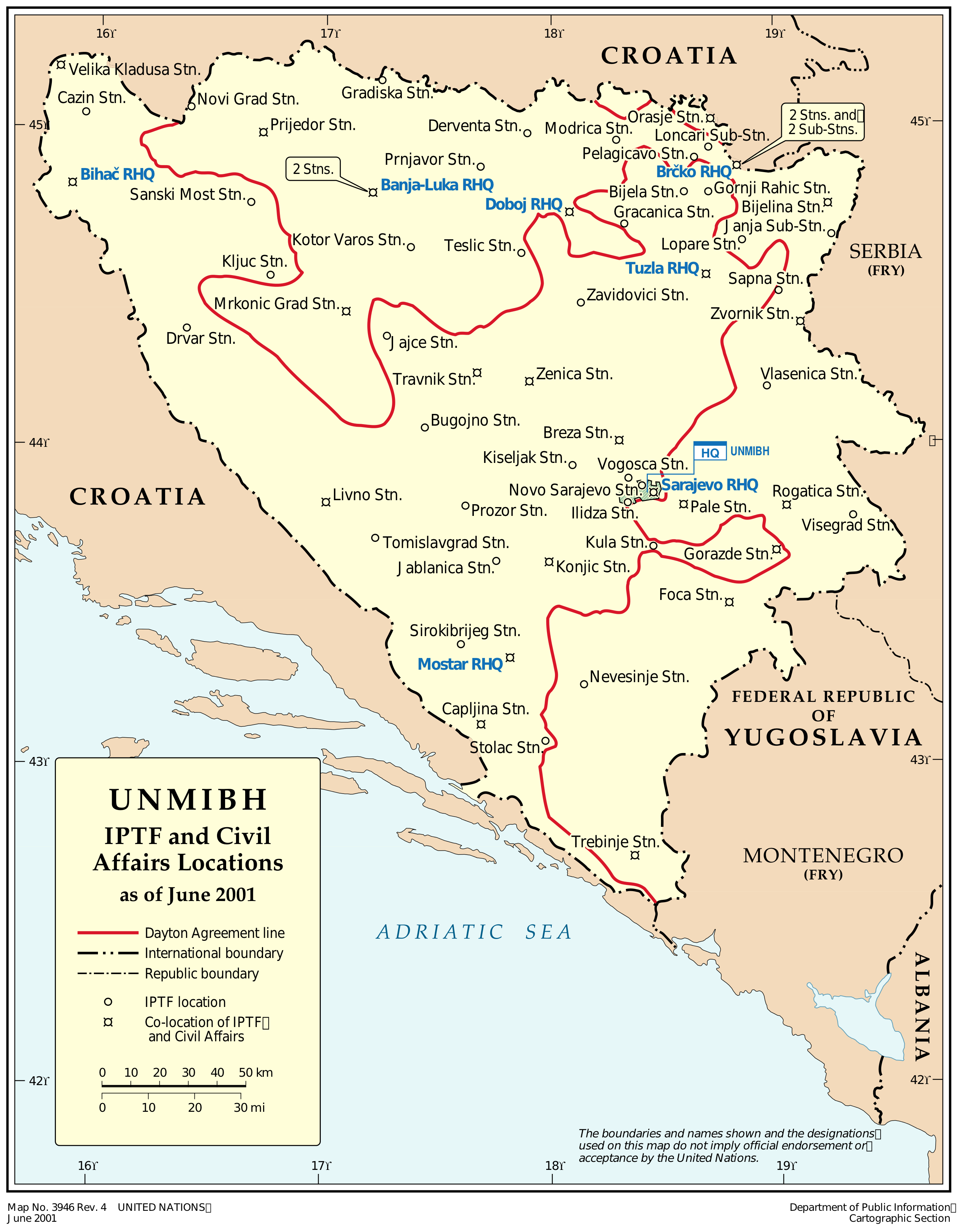
Implantação da UNMIBH datada de junho de 2001.

A Missão das Nações Unidas na Bósnia e Herzegovina (também conhecida como UNMIBH por sua sigla em inglês)  foi uma operação multinacional de manutenção de paz implantada na Bósnia e Herzegovina entre 1995 e 2002. A UNMIBH foi estabelecida com a aprovação da Resolução 1035 do Conselho de Segurança das Nações Unidas em 21 de dezembro de 1995. Nesta resolução, o Conselho de Segurança concordou em criar a Força Internacional de Polícia das Nações Unidas (IPTF) e um gabinete civil da Organização das Nações Unidas na Bósnia e Herzegovina, que estaria em conformidade a Missão das Nações Unidas na Bósnia e Herzegovina.
A necessidade de uma força policial internacional na Bósnia e Herzegovina resultou em um dos pontos dos Acordos de Dayton assinados pela República da Bósnia e Herzegovina, pela República da Croácia e pela República Federal da Iugoslávia. A UNMIBH, composta principalmente por membros da IPTF, teve como objetivo principal ajudar no restabelecimento do Estado de direito na Bósnia e Herzegovina. Para fazer isso, trabalhou especificamente sobre a reforma da polícia local verificando sua atuação, a avaliação do sistema judicial e outros aspectos em relação à manutenção da lei e da ordem.